# Kevin McKenna (PIRA)
Pour les articles homonymes, voir McKenna.
Cet article concerne le chef d'état-major de l'IRA provisoire. Pour le joueur canadien de football, voir Kevin McKenna.
Kevin McKenna, né le 25 juin 1945 dans le comté de Tyrone et mort le 25 juin 2019 à Cavan, est un militant politique britannique, républicain nord-irlandais par deux fois chef d'état-major de la Provisional Irish Republican Army (PIRA), entre 1983 et 1989 et entre 1991 et 1996. Il quitte la PIRA en 1997, à la suite de son opposition à Gerry Adams.

## Biographie
McKenna a rejoint l'Armée républicaine irlandaise au milieu des années 1960 avant d'émigrer au Canada. Après l'internement introduit en Irlande du Nord, les Kenna retournèrent en Irlande et participèrent de nouveau à l'IRA en formant une nouvelle unité de service actif basée dans les régions d'Eglish et d'Aughnacloy. Lorsque McKenna est revenu du Canada, il avait assez d'argent pour acheter une voiture et cette mobilité, alliée au fait qu'il était célibataire et engagé, l'a aidé à gravir rapidement les échelons de son unité IRA locale.
Après le départ de Brendan Hughes, sans lien de parenté avec la figure du même nom à Belfast, McKenna devint commandant de la brigade Tyrone en 1972.